# Mulay Hasan

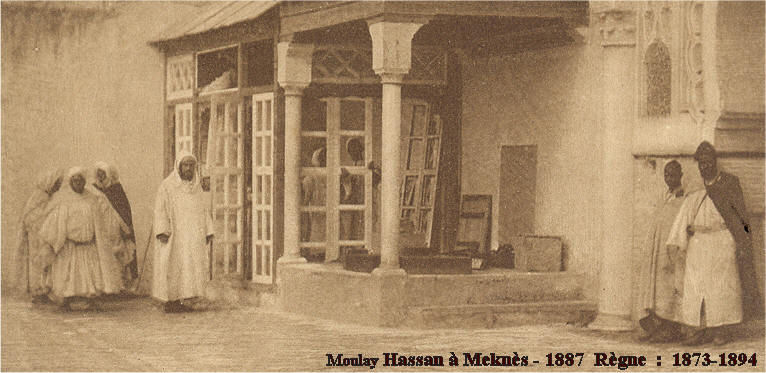
Hasan, foto d'època (1887)

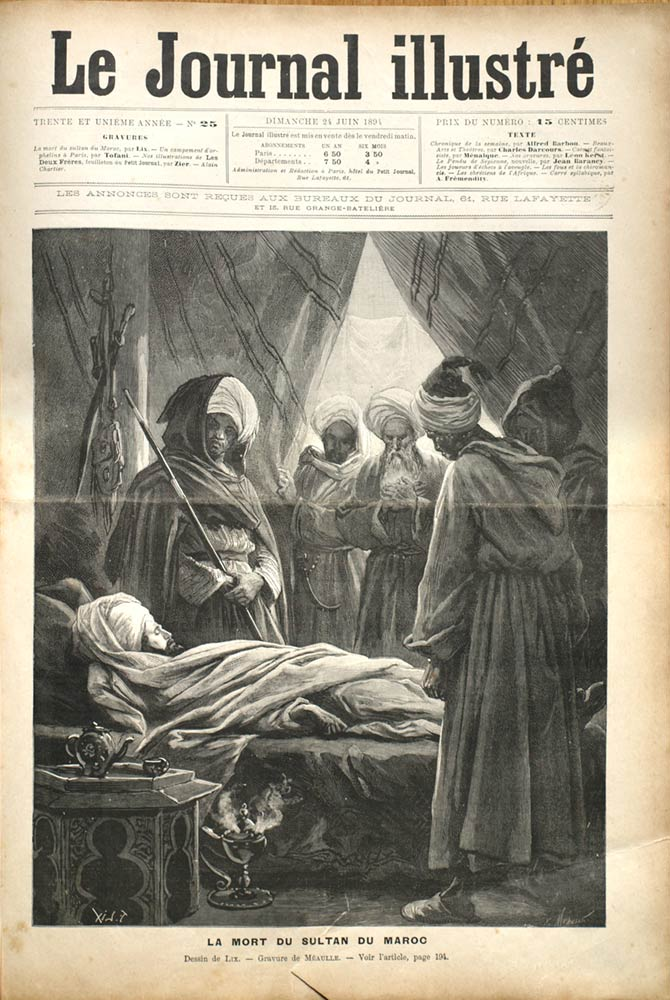
Dibuix del sultà mort en una revista

Mulay Hasan (Mawlay al-Hasan, també anomenat Hasan I, àrab الحسن الأول بن محمد) de nom complet Mawlay Abu Ali al-Hasan, fou sultà del Marroc del 1873 al 1894.
Era fill del sultà Sayyid Muhammad ibn Abd al-Rahman (Mohamed IV) al que va succeir a la seva mort el 12 de setembre de 1873 quan tenia 37 anys. El seu govern va estar ple de revoltes. La primera a Azammur dirigida contra el governador local; després a Meknès un oncle del sultà es va aixecar reclamant el tron. Una revolta local es va produir a Fes per obtenir la derogació d'un tribut específic. Finalment les revoltes amazigues foren nombroses i el 1882 hagué de fortificar Tiznit. Tots els intents de rebel·lió foren reprimits per les forces lleials al sultà, però la repressió de les revoltes amazigues li van ocupar gran part del regnat, fent diverses expedicions.
Va modernitzar l'exèrcit i va crear les primeres unitats regulars, contractant a instructors estrangers, principalment francesos i anglesos, a partir del 1877. Alguns contingents foren enviats a la colònia britànica de Gibraltar per rebre entrenament; va comprar armes a Europa i va fundar un arsenal anomenat la Makina a Fes.
El 3 de juliol de 1880 es va reunir a Madrid la primera conferència internacional sobre el Marroc, a iniciativa del sultà, que va tractar el tema de la protecció de les potències sobre el Marroc, que fou l'inici del procés que va acabar anys després amb l'establiment del protectorat.
Va morir el 9 de juny de 1894 a la tornada d'una expedició al Tafilalt, quan era a Tadla. La seva mort fou amagada a la població fins que l'exèrcit del sultà va arribar a Marràqueix, on va proclamar al seu fill Abd al-Aziz ben al-Hasan.